# Fischbach (Ötztal)
De Fischbach is een rechter zijrivier van de Ötztaler Ache in de Oostenrijkse deelstaat Tirol. Zij ontspringt in de Stubaier Alpen aan het eind van het Sulztal net ten noordwesten van de berg Bockkogel (3095 m.ü.A.). Hier voegt het water van de Wannenbach, afkomstig van de zuidelijker gelegen Sulztalferner, een gletsjer gelegen op de oostflank van de 3359 meter hoge Wilde Leck, zich bij het water van de Schwarzenbergbach, die het smeltwater van de Schwarzenbergferner ten noordoosten van de Schrankogel (3497 m.ü.A.) en de Bockkogelferner ten noorden van de Mutterberger Seespitze (3302 m.ü.A.) afvoert. In de kloof In der Sulze voegt het water van de Roßkarbach zich bij de Fischbach. De Fischbach stroomt vervolgens verder in noordelijke richting langs de Amberger Hütte (2136 m.ü.A.) en buigt daarna naar het westen af richting Gries im Sulztal (1569 m.ü.A.). Vlak voor dit dorpje voegt het water van de Bachfalle, afkomstig vanaf de Bachfallenferner, zich bij het water van de Fischbach, die verder door het Sulztal stroomt om bij Längenfeld in de Ötztaler Ache uit te monden., De Fischbach heeft in de loop der eeuwen meerdere malen voor verwoestingen gezorgd. De eerste beschrijving van een uitbraak van de rivier stamt uit 1340. Sindsdien heeft de rivier zowel Längenfeld als Gries meerdere malen blank gezet.

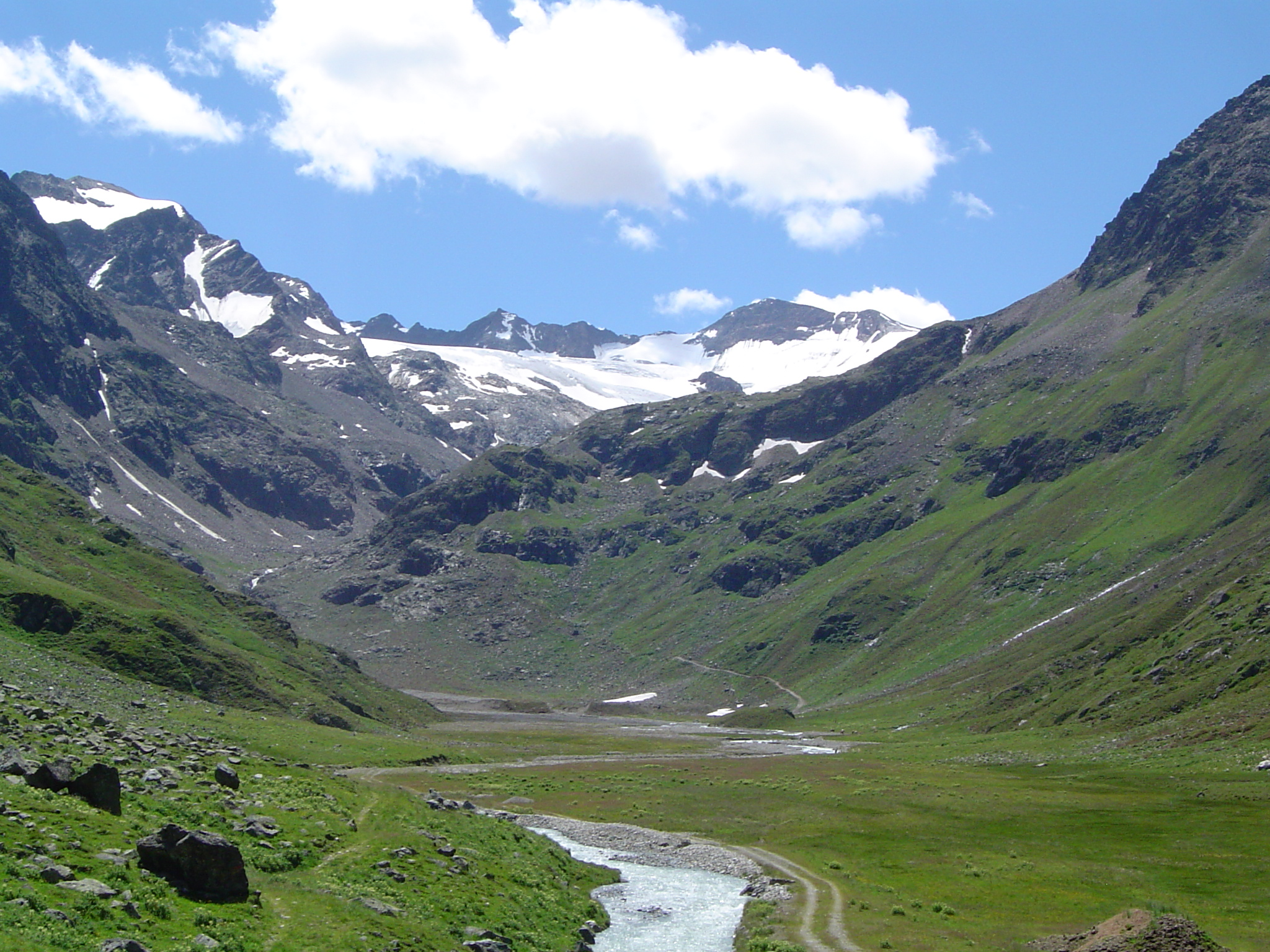
Sulztal
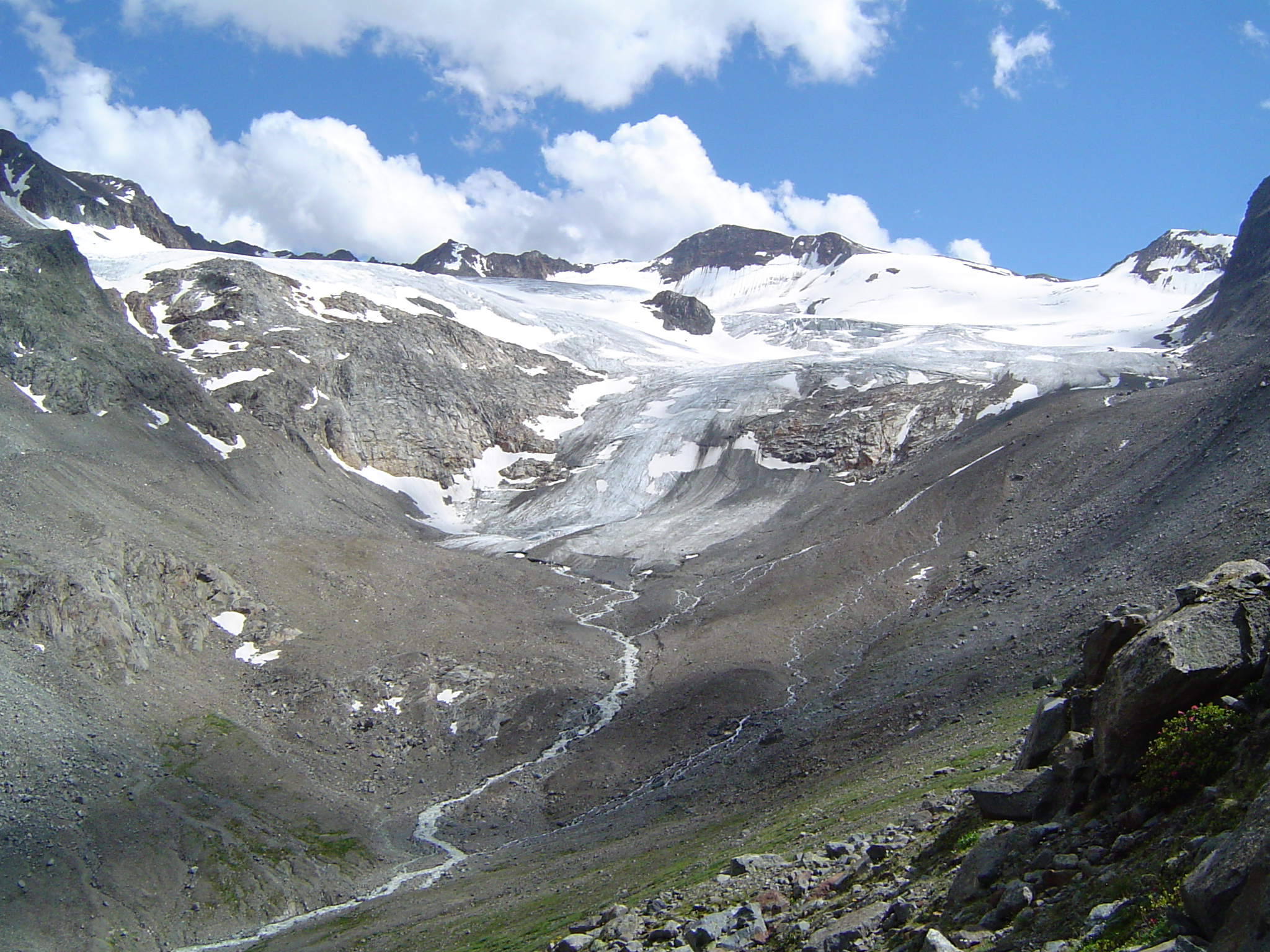
Sulztalferner
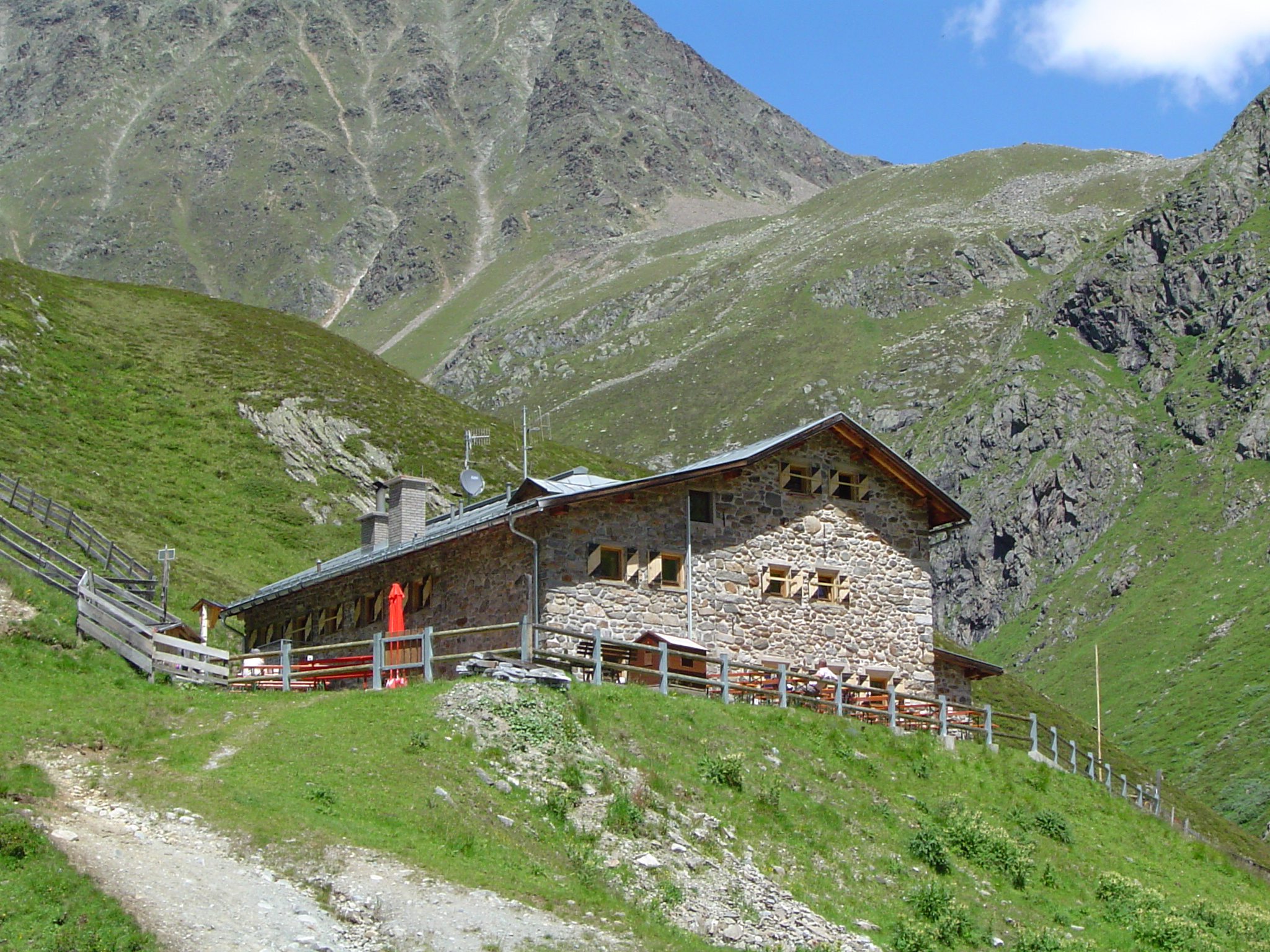
Amberger Hütte